# Franzenburg
Franzenburg (niederdeutsch Franzenborg) ist ein Teil des Ortsteils Altenwalde in der Mittelstadt Cuxhaven im Norden des niedersächsischen Landkreises Cuxhaven.

## Geografie

### Lage
Die Nordsee ist in westlicher Richtung neun Kilometer und in nordöstlicher Richtung sieben Kilometer entfernt. Die von Cuxhaven nach Bremerhaven führende Bundesautobahn 27 verläuft östlich in drei Kilometer Entfernung.

### Nachbarorte
|                               | Altenwalde                                       | Groden Altenbruch Lüdingworth   |
| Altenwalde – Ortsteil Oxstedt | Kompassrose, die auf Nachbargemeinden zeigt      | Altenwalde – Ortsteil Gudendorf |
|                               | Nordholz (Einheitsgemeinde Wurster Nordseeküste) |                                 |

(Quelle:)

## Geschichte
Die fränkisch-karolingische Altenwalder Burg wurde um 797 auf dem erhöhten Gelände über einem altsächsischen Gräberfeld vom 3. bis 8. Jahrhundert angelegt.
1590 errichtete der Lauenburger Herzog Franz II. (1581–1619) südlich von Altenwalde eine Burg mit einer rechteckigen Wallanlage. Ihre Reste sind heute noch zu erkennen. Die Burg wurde 1632 durch kaiserliche Truppen besetzt und schon nach nur 50 Jahren im Verlauf des Dreißigjährigen Krieges zerstört. Sie ist der Ursprung des heutigen Ortsteils Franzenburg. Die 357 Hektar große Domäne Franzenburg entstand als Vorwerk der Festung 1591/1593. Das Torhaus wurde 1786 gebaut und ist im Wappen dargestellt.

### Eingemeindungen
Am 1. Juli 1968 wurde die zuvor selbständige Gemeinde Franzenburg in die Gemeinde Altenwalde eingemeindet. Vier Jahre später, am 1. Juli 1972, wurde die Gemeinde Altenwalde in die Stadt Cuxhaven eingegliedert.

### Einwohnerentwicklung
| Jahr      | 1910  | 1925  | 1933  | 1939  | 1950  | 1956  |
| --------- | ----- | ----- | ----- | ----- | ----- | ----- |
| Einwohner | 284   | 356   | 378   | 670   | 1252  | 1111  |
| Quelle    | [ 5 ] | [ 6 ] | [ 6 ] | [ 6 ] | [ 1 ] | [ 1 ] |

|  |

## Politik

### Ortsrat und Bürgermeister
Franzenburg wird vom Ortsrat des Cuxhavener Ortsteils Altenwalde vertreten.

### Wappen
Der Entwurf des Kommunalwappens von Franzenburg stammt von dem Heraldiker und Wappenmaler Albert de Badrihaye, der zahlreiche Wappen im Landkreis Cuxhaven erschaffen hat.
| Wappen von Franzenburg | Blasonierung: „In Gold auf grünem Boden ein rotes Torgebäude mit rotem Turm, schwarzem Tor, Dach und Turmdach.“ |
| Wappen von Franzenburg | Wappenbegründung: Das Wappen stellt die Einfahrt zur Domäne Franzenburg dar. Sie ist das einzige bis in die Gegenwart erhaltengebliebene Gebäude der von dem sachsen-lauenburger Herzog Franz II. errichteten Schloss-Anlage „Franzenburg“, der Namensgeberin des Ortes. |

## Kultur und Sehenswürdigkeiten

### Bauwerke
- Von der Festung und Domäne Franzenburg von ab 1590 ist das Torhaus von 1786 aus Backstein erhalten und im Wappen von Franzenburg dargestellt.

### Naturdenkmale
- Lusbarg (Verordnungsdatum 5. Oktober 1957)

## Persönlichkeiten
Personen, die mit dem Ort in Verbindung stehen
- Karl-Arnold Eickmeyer (1925–2007), Politiker (bis 1986 SPD), von 1977 bis 1983 sowie von 1985 bis 1987 war er Mitglied des Bundestages, er war von 1967 bis 1977 Rektor in Franzenburg

## Sagen und Legenden
- Vom goldenen Sarg in der Franzenburg[8]